# جوني غرابوسكي
جوني غرابوسكي (بالإنجليزية: Johnny Grabowski)‏ هو لاعب كرة قاعدة أمريكي، ولد في 7 يناير 1900 في وير ‏ في الولايات المتحدة، وتوفي في 23 مايو 1946 في ألباني في الولايات المتحدة.

## وصلات خارجية
- جوني غرابوسكي على موقعبيزبول رفرنس.كوم (الدوري الرئيسي) (الإنجليزية)
- جوني غرابوسكي على موقعبيزبول رفرنس.كوم (الدوري الثانوي) (الإنجليزية)